# ألبرت ناجيرابولت
ألبرت ناجيرابولت (بالمجرية: nagyrápolti Szent-Györgyi Albert) كان طبيبًا مجريًا، ولد في 16 سبتمبر 1893 وتوفي في 22 أكتوبر 1986، حصل على  جائزة نوبل في الطب لعام 1937 كونه كان له الفضل في اكتشاف فيتامين سي (C) ومكونات حمض الستريك وتفاعلاته.
كما أنه كان ناشطاً في المقاومة المجرية أثناء الحرب العالمية الثانية، ودخل في السياسة المجرية بعد الحرب. قام الدكتور ألبرت باكتشاف فيتامين سي (vitamein c) وعزله مخبرياً واكتشف تفاعلات حامض الستريك.

## بداية حياته في المجر – هنغاريا
ولد ألبرت ناجيرابولت - في بودابست، عاصمة المجر. وكان والده، نيكولاس فون زينت – غيورغي، إقطاعيا مالكا لأراضي شاسعة وأمه جوزفين كاثوليكية التي كانت شقيقة ميخالي وجاءت من عائلة متعلمة أغلب رجالها كانوا أساتذة في علم التشريح في جامعة لوراند المجرية.. شملت أسرته ثلاثة أجيال من العلماء. كانت الموسيقى بالإضافة إلى العلم والتدريس مهمة جدا في أسرة ألبرت ناجيرابولت.
ألبرت ناجير أبولت، بدأ دراسته في جامعة سيملويس في عام 1911، ولكنه سرعان ما شعر بالملل مع الدروس التقليدية، وبدأ بمزاولة الأبحاث الطبية في مختبر التشريح مع خاله. ثم انقطع عن الدراسة في تلك الجامعة بحلول عام 1914 رغماً عنه ليلتحق بالجيش المجري كطبيب أثناء الحرب العالمية الأولى. وفي عام 1916، أقدم ألبرت ناجير أبولت على عمل عجيب فبسبب شعوره البغيض تجاه هذه الحرب أقدم برمي نفسه بالرصاص حيث أصاب نفسه بجرح بالغ في الذراع، وادّعى أمام ضباطه أن الإصابة كانت بسبب نيران العدو !! بعدها أرسل إلى بيته في إجازة طبية !!. بعدها أنهى درساته في الجامعة وحاز شهادة الدكتوراه في عام 1917. وتزوج في نفس السنة من فتاة من عائلة مجرية متنفذة.
بعد الحرب، بدأ ألبرت ناجير مسيرته البحثية في برسبورغ (عاصمة سلوفاكيا : براتيسلافا). لينتقل بين عدة جامعات للبحث والتدريس، ينتهي به المطاف أخيرا في جامعة غرونينغن، حيث تركز عمله في كيمياء التنفس الخلوي. حصل على درجة الدكتوراه من جامعة كامبريدج عام 1927 لعمله على عزل ما كان يسمى حينئذ “حمض الهيكسورونيك” من أنسجة الغدة الكظرية.
انتقل إلى التدريس وإكمال الأبحاث في جامعة زيجيند عام 1930 وهناك مع زميل له في البحث وجدوا أن حامض الهكسيد hexuronic acid ما هو في الحقيقة إلا فيتامين C – vitamin C – كما كانوا أول من لاحظ نشاطه التفاعلي المضاد – anti-scorbutic activity خلال بعض تجاربهم تلك استخدموا الفلفل الحار كمصدر للحصول على فيتامين C وفي تلك الفترة أيضا واصل ألبرت أبحاثه حول التنفس الخلوي – cellular respiration – بدءا من حامض الفورميك وغيرها من الخطوات والتي أصبحت تعرف فيما بعد بدورة كربس – Krebs cycle
في جامعة زيجيد أيضا التقى ألبرت ناجير أيضا زولتان باي، الفيزيائي، الذي أصبح أيضا صديقه الشخصي. في المستقبل عمل الإثنان معا في المسائل التي تخص الفيزياء البايولوجية – bio-physics.

## ألبرت ناجيرابولت وحصوله على جائزة نوبل
في عام 1937، حصل ألبرت ناجيرابولت على جائزة نوبل في الفيزيولوجيا أو الطب بفضل “اكتشافاته العلاقة بين عملية الاحتراق البيولوجية مع إشارة خاصة إلى فيتامين C وحمض الفورميك المحفز”. بعدها بسنة بدأ العمل في فيزياء حركة العضلات الحيوية – biophysics of muscle movement حيث اكتشف أن العضلات تحتوي على الأكتين والتي تقترن مع البروتين وتدخل في عمليات خاصة لتحرير الطاقة.
في تلك السنوات سيطر الفاشيون على السياسة في بلاده المجر وسارع ألبرت في الهرب من البلاد بمساعدة بعض أصدقائه اليهود. خلال الحرب العالمية الثانية، انضم إلى حركة المقاومة المجرية. والتي كانت متحالفة مع المجر ودول المحور – ألمانيا وإيطاليا واليابان – ، ودلالة على نشاطه السياسي بعثه رئيس الوزراء المجري ميكلوس زينت – إلى القاهرة التي كانت في عام 1944 تحت الاحتلال البريطاني لغرض الدخول في مفاوضات سرية مع الحلفاء. وتحت ستار محاضرة علمية في القاهرة. ولسوء الحظ علم الألمان بهذه المؤامرة، وأدولف هتلر نفسه أصدر مذكرة الاعتقال – لألبرت ناجير باعتباره خائنا. حيث هرب ألبرت من الإقامة الجبرية وأمضى 1944-1945 هاربا من الجستابو. – Gestapo – المخابرات النازية أو الشرطة السرية الألمانية.
وبعد انتهاء الحرب العالمية الثانية، سطع نجم ألبرت ناجير أبولت في السياسة المجرية باعتباره شخصية عامة في المجتمع سياسية ناجحة حيث كانت التكهنات بأنه قد يصبح رئيسا لهنغاريا، وبمباركة السوفيت. انتخب عضوا في البرلمان المجري وساعد على إعادة تأسيس أكاديمية العلوم وأصبح رئيس قسم الكيمياء الحيوية في جامعة بودابست. إلا أنه وبسبب سيطرة الحكم الشيوعي على الحياة في المجر قرر ترك بلاده والهجرة إلى الولايات المتحدة الأمريكية عام 1947 – التي كانت وما زالت تستقطب العقول المفكرة من شتى أنحاء العالم.

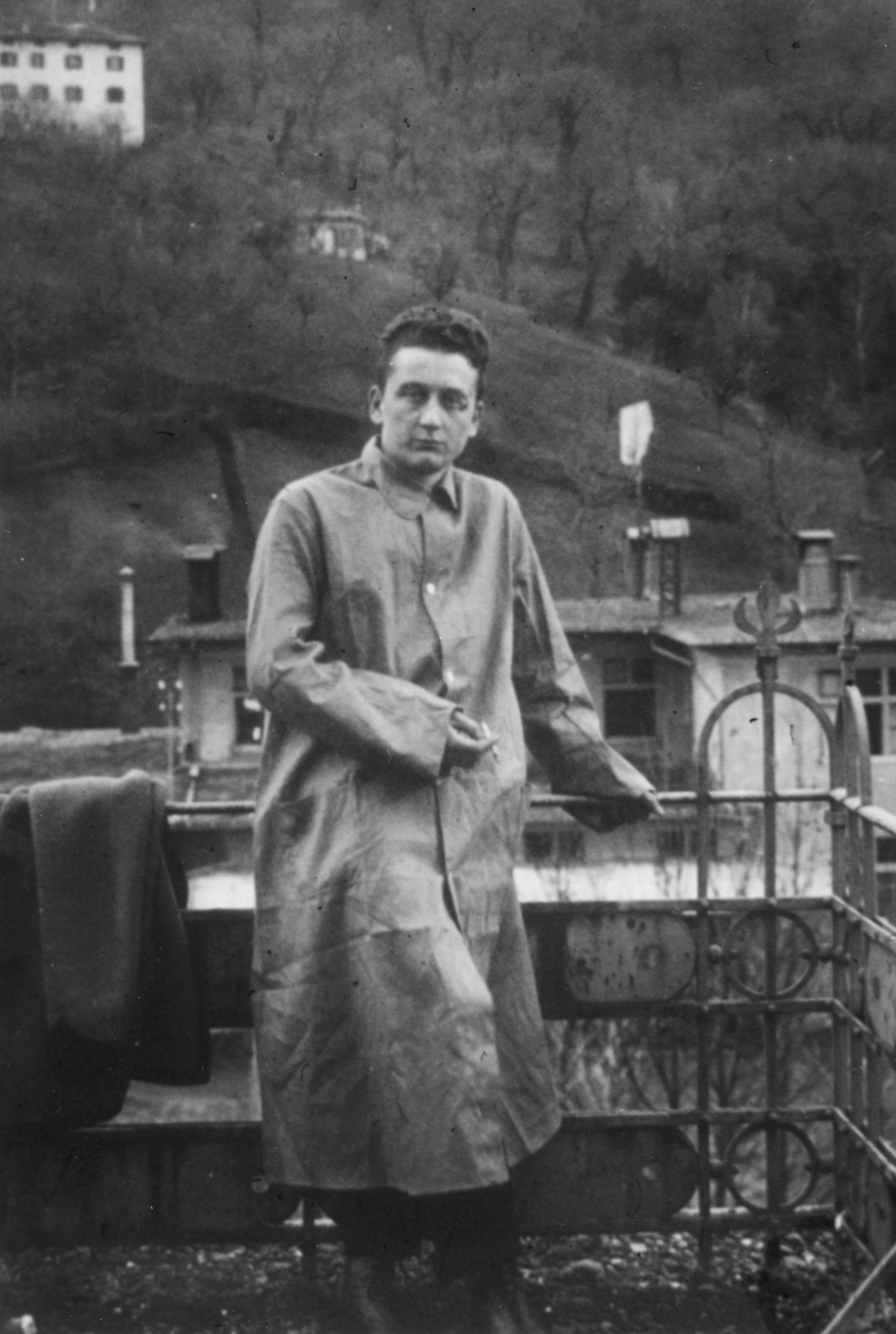
Szent-Györgyi في إيطاليا عام 1917

وهناك في أمريكا تابع نشاطه البحثي والدراسي وأنشأ معهدا للبحوث الطبية لدراسة فيزياء العضلات ومرض السرطان وغيرها الكثير وإن كان ماضيه السياسي أثّر عليه سلبا في الولايات المتحدة الأمريكية باعتباره كان جزءا من تنظيمات تدعم دول المحور إلا أنه استمر في أبحاثه وقدم الكثير …

## وفاته
توفي ألبرت ناجير أبولت في عام 1986 في أمريكا عن عمر يناهز 93 عاما مليء بالحيوية والنشاط والعطاء العلمي والطبي.

## وصلات خارجية
- ألبرت ناجيرابولت على موقع الموسوعة البريطانية (الإنجليزية)
- ألبرت ناجيرابولت على موقع مونزينجر (الألمانية)
- ألبرت ناجيرابولت على موقع إن إن دي بي (الإنجليزية)
- ألبرت ناجير ابولت واكتشاف فيتامين